# جون كالاواي
جون كالاواي (بالإنجليزية: John Callaway)‏ هو صحفي أمريكي، ولد في 22 أغسطس 1936، وتوفي في 23 يونيو 2009 بسبب نوبة قلبية.